# 西土城駅 (北京市)
西土城駅（せいどじょうえき）は、中華人民共和国北京市海淀区に位置する北京地下鉄10号線と昌平線の乗換駅である。

## 駅構造
両線とも島式ホーム1面2線を有する地下駅。

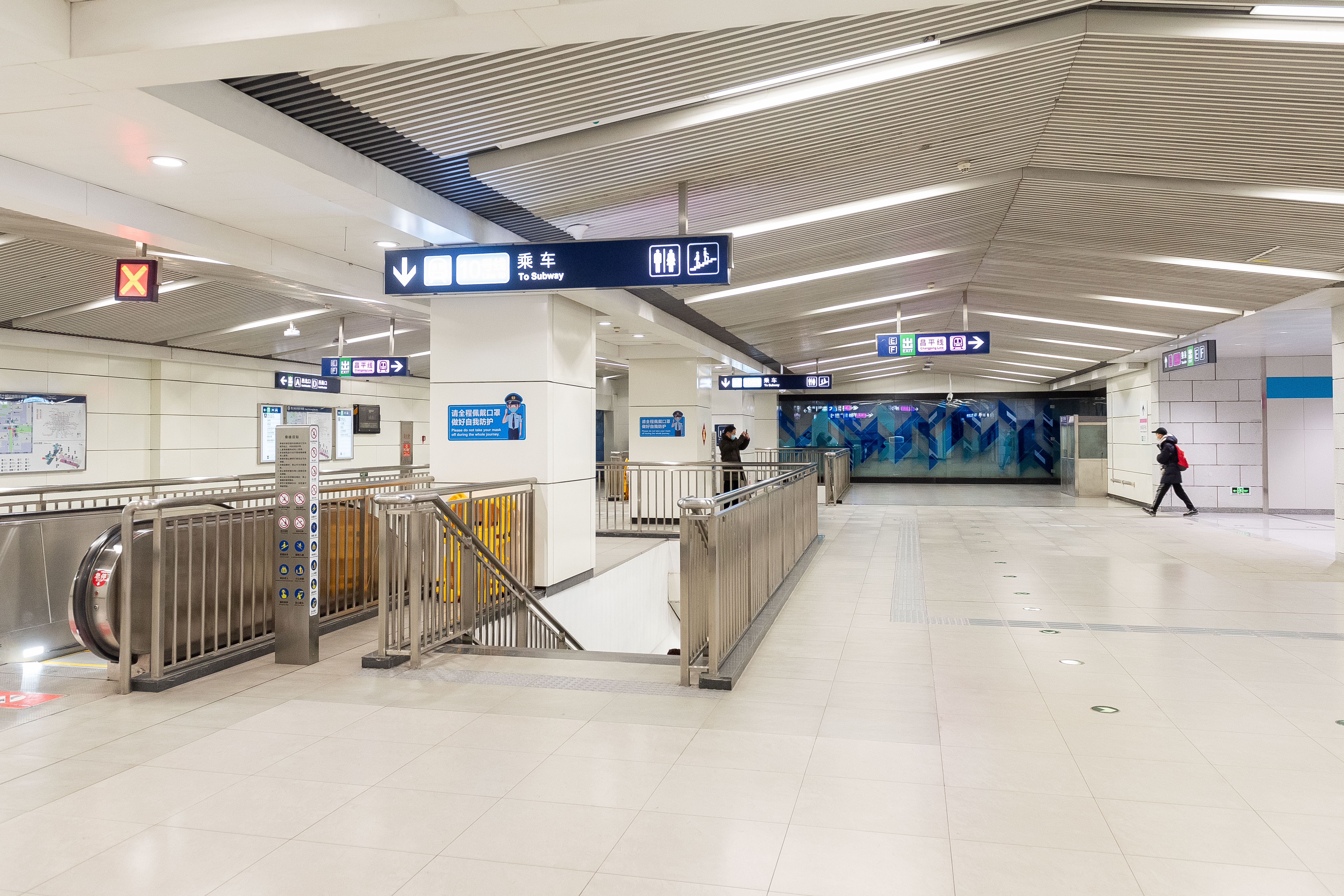
10号線コンコース
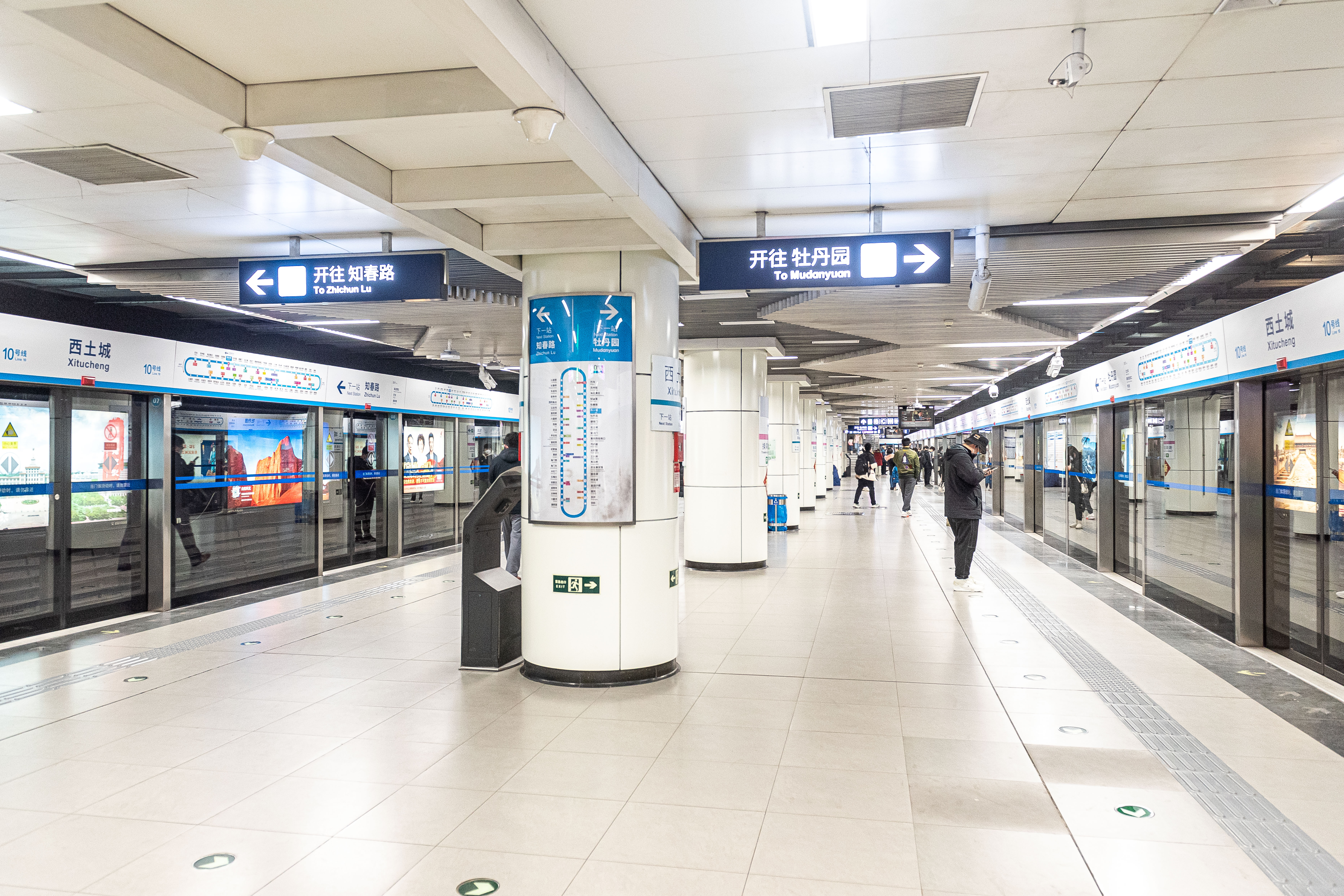
10号線ホーム
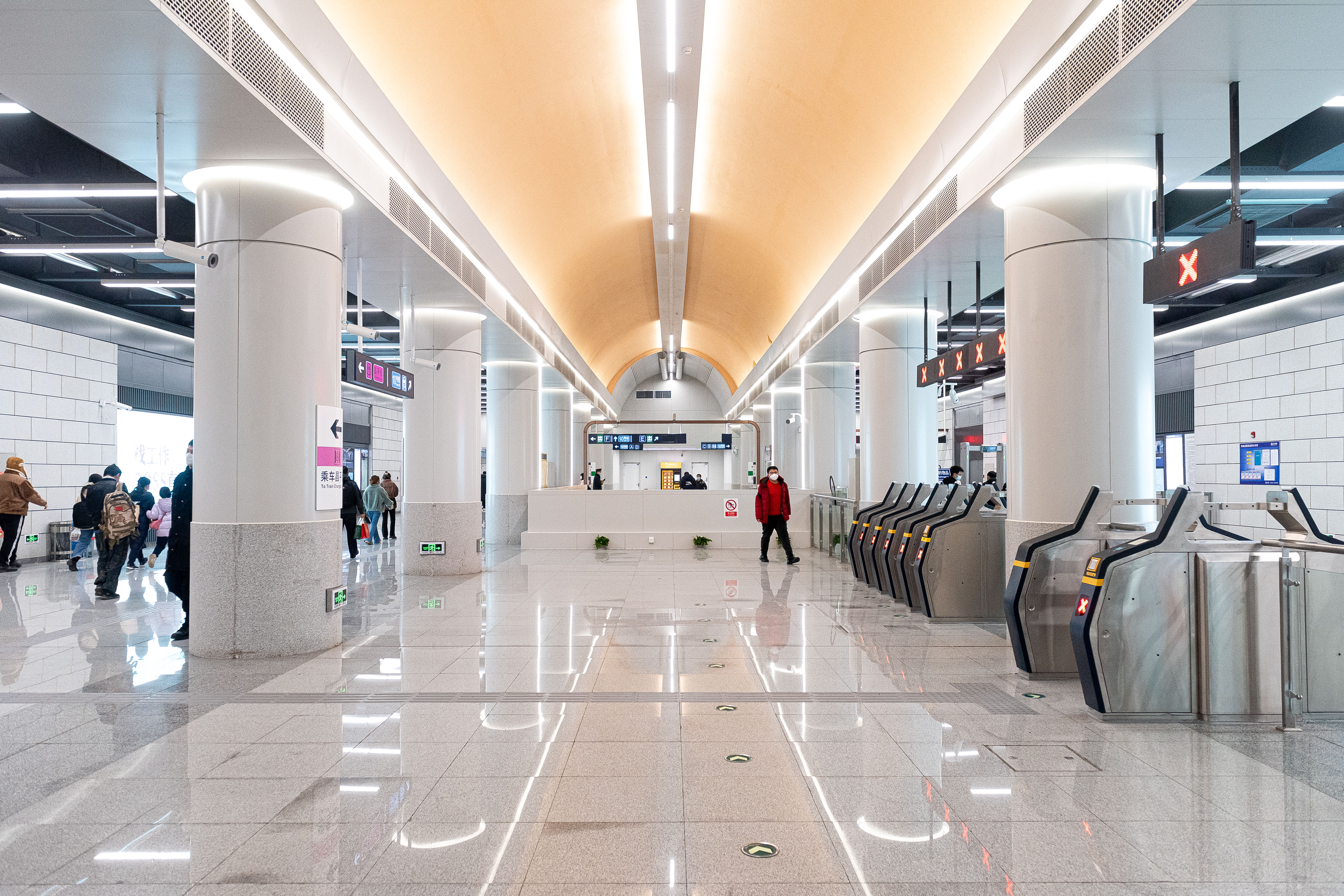
昌平線コンコース
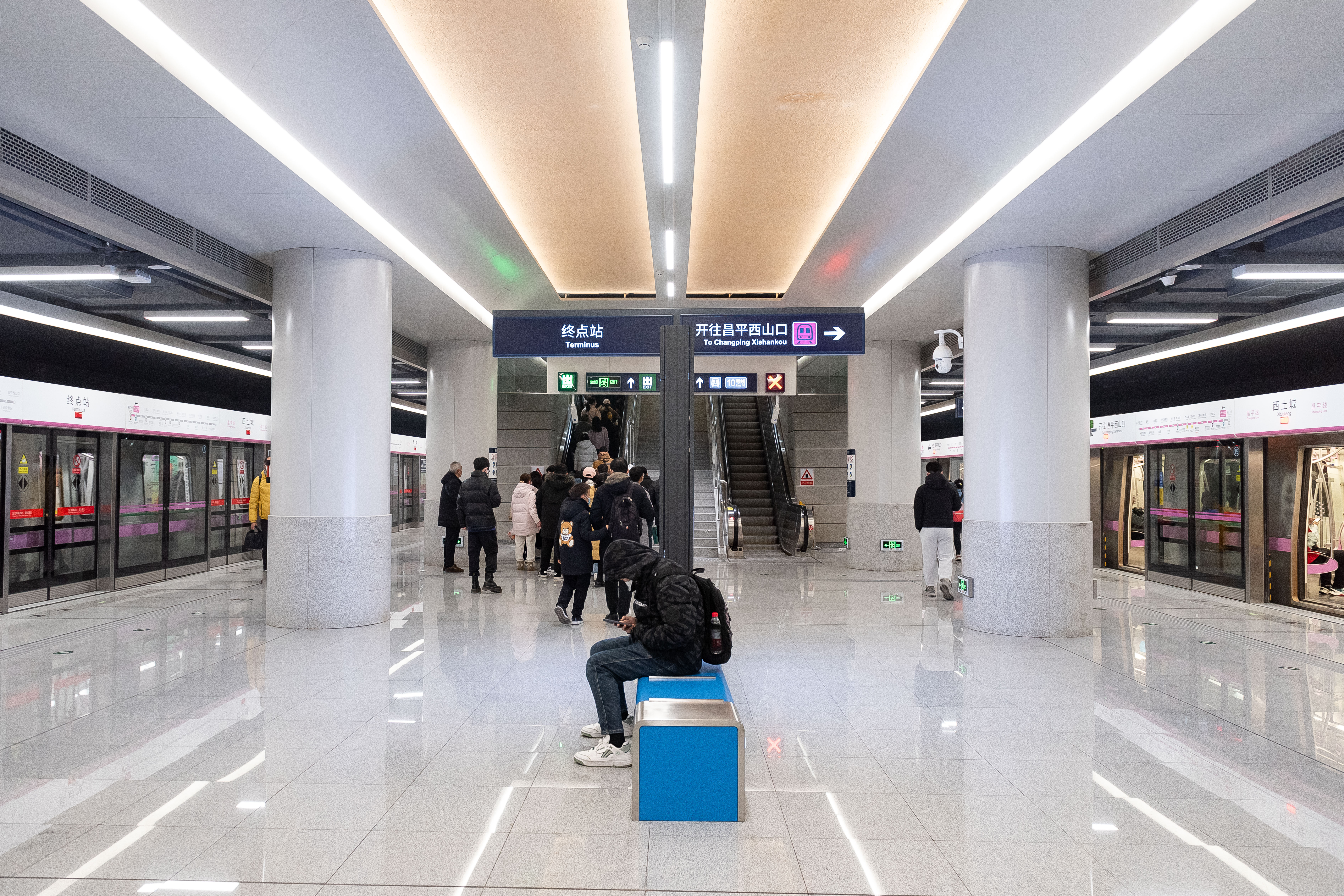
昌平線ホーム

## 歴史
- 2008年7月19日 - 10号線が開業。
- 2021年9月19日 - 駅改造工事の為、当駅閉鎖[1]。
- 2022年1月9日 - 再開業。
- 2023年2月4日 - 昌平線が開業[2]。

## 隣の駅
北京地下鉄
■10号線
知春路駅 - 西土城駅 - 牡丹園駅
■昌平線
学院橋駅 - 西土城駅 - 薊門橋駅